# About Time (filme)
About Time (bra: Questão de Tempo; prt: Dá Tempo ao Tempo) é um filme britânico de 2013, do gênero comédia dramático-fantástico-romântica, escrito e dirigido por Richard Curtis.

## Sinopse
Aos 21 anos, Tim descobre um grande segredo — todos os homens de sua família conseguem viajar através do tempo —, do qual pensa em tirar proveito. Viajando para Londres, apaixona-se por Mary, mas exagera nas viagens ao passado na tentativa de tornar perfeito o seu relacionamento.

## Elenco
- Domhnall Gleeson como Tim Lake
- Rachel McAdams como Mary
- Bill Nighy como James Lake
- Tom Hollander como Harry Chapman
- Lindsay Duncan como Mary Lake
- Margot Robbie como Charlotte
- Lydia Wilson como Kit Kat
- Richard Cordery como tio Desmond
- Joshua McGuire como Rory
- Tom Hughes como Jimmy Kincade
- Vanessa Kirby como Joanna
- Will Merrick como Jay
- Lisa Eichhorn como Jean
- Richard Griffiths
- Richard E. Grant